# Ruta de Illinois 178
La Ruta de Illinois 178, y abreviada IL 178 (en inglés: Illinois Route 178) es una carretera estatal estadounidense ubicada en el estado de Illinois. La carretera inicia en el sur desde la CR 14     en Lowell hacia el norte en la I 80     en North Utica. La carretera tiene una longitud de 13,7 km (8.49 mi).

## Mantenimiento
Al igual que las autopistas interestatales, y las rutas federales y el resto de carreteras estatales, la Ruta de Illinois 178 es administrada y mantenida por el Departamento de Transporte de Illinois por sus siglas en inglés IDOT.